# ALFEE'S LAW
『ALFEE'S LAW』（アルフィーズ・ロウ）は、1983年9月5日に発売されたALFEEの7枚目のアルバム。

## 概要
ALFEEとしては2枚目のスタジオアルバム。
アルバムで初のベスト10入りを果たした。
ヒットシングル「メリーアン」アルバム・ヴァージョンを含む全10曲収録。
A面はHR/HMナンバーでまとめられ、B面はフォークやロックなど様々なジャンルの曲が収録。
収録曲の殆んどが発売直前（1983年8月24日）に開催された初の武道館公演で先行披露された。
1曲目「ジェネレーション・ダイナマイト」は、ALFEE初のスピード・メタル・ナンバー。次作『THE RENAISSANCE』の「鋼鉄の巨人」、次々作『FOR YOUR LOVE』の「SWEET HARD DREAMER」と合わせ桜井がリード・ヴォーカルをとるメタル3部作である。PVも制作され、映像では坂崎がドラムを演奏。2012年発売のセルフカヴァー・アルバム『ALFEE GET REQUESTS』にライヴ・アレンジ再録ヴァージョンで収録。
5曲目「メリーアン」は前述の通りアルバム・ヴァージョン。シングル・ヴァージョンと異なる点は間奏のアコースティック・ギター・ソロが長く、エレキ・ギターのソロとアウトロも別テイク。
9曲目「トラベリング・バンド」はライヴで演奏される際、歌詞の「たどりついたぜ この街」を「たどりついたぜ ○○」とその開催地の名を入れ、歌われる。
10曲目「TIME AND TIDE」はAlfeeとして再デビュー後の初アルバムと同名である。

## 収録曲
| 全作曲: 高見沢俊彦。 |                                    |                    |            |                   |      |
| #                    | タイトル                           | 作詞               | 作曲・編曲 | 編曲              | 時間 |
| 1.                   | 「ジェネレーション・ダイナマイト」 | 高見沢俊彦         | 高見沢俊彦 | ALFEE             | 4:27 |
| 2.                   | 「Mr.Romance」                     | 高見沢俊彦         | 高見沢俊彦 | ALFEE             | 4:19 |
| 3.                   | 「仮面舞踏会」                     | 高見沢俊彦         | 高見沢俊彦 | ALFEE with 井上鑑 | 4:55 |
| 4.                   | 「幻想飛行」                       | 高見沢俊彦         | 高見沢俊彦 | ALFEE・井上鑑     | 4:37 |
| 5.                   | 「メリーアン」                     | 高見沢俊彦・高橋研 | 高見沢俊彦 | ALFEE             | 4:45 |

| #         | タイトル                  | 作詞               | 作曲・編曲 | 編曲          | 時間 |
| --------- | ------------------------- | ------------------ | ---------- | ------------- | ---- |
| 1.        | 「誓いの明日」            | 高見沢俊彦         |            | 井上鑑        | 6:15 |
| 2.        | 「Crazy Boy & Lazy Girl」 | 高見沢俊彦・高橋研 |            | ALFEE・井上鑑 | 3:35 |
| 3.        | 「白い夏バレンシア」      | 高見沢俊彦         |            | ALFEE         | 3:22 |
| 4.        | 「トラベリング・バンド」  | 高見沢俊彦         |            | ALFEE・井上鑑 | 3:26 |
| 5.        | 「TIME AND TIDE」         | 高見沢俊彦         |            | 井上鑑        | 5:37 |
| 合計時間: | 合計時間:                 | 合計時間:          | 合計時間:  | 45:13         |      |

## クレジット
- Director： TAKASHI TSUBONO, RYO UEMURA, HIROSHI WATANABE
- Recorded & Remixing Engineer： KEIZOH SUZUKI
- Recording Operator： KAZUYA YOSHIDA, YASUYUKI MORIYAMA
- Remixed at STARSHIP STUDIO
- Photographer： KAZUNORI ISAKA
- Make-up： KAZUO YAMAZAKI
- Stylist： HIDEI MORI

### アーティスト
- 高見沢俊彦：Vocals、Electric Guitar with MARSHALL AMP
- 坂崎幸之助：Vocals、 Acoustic Guitar、 Mouth Harp（#7）、Gut Guitar（#8）
- 桜井賢：Vocals、 Electric Bass
- 山石敬之：Keyboards（#1,2,3,4,5,7,8,9）
- 井上鑑：Keyboards（#4,6）、Acoustic Piano & Synthesizers（#10）
- 富岡義広：Drums
- 浜口茂外也：Percussion（#2,8,9）

### 使用楽器
- Electric Guitar
  - TAKAMIZAWA CUSTOM (FLYING V)
  - GIBSON LESPAUL STANDARD
  - B.C.RICH MOCKINGBIRD
  - YAMAHA SG2000 SG3000
  - ARIA WX (FLYING V)
  - SCHECTER
- Acoustic Guitar
  - YAMAHA XS56-E BLACK
  - MASTER 12 strings
  - ARIA 12 strings
  - TAKAMINE PT-118
  - MATSUOKA GUT
- Electric Bass
  - FENDER PRECISION
  - YAMAHA BB2000